# 基輔體育宮
基輔體育宮（羅馬化：Kyivskyi Palats Sportu）是烏克蘭基輔的一個體育和文藝設施。基輔體育宮建設於1960年，設計者是Mykhailo Hrechyna和Oleksiy Zavarov，在演唱會時可以容納10,000人，體育比賽時可以容納7000人。基輔體育宮經常舉辦體育賽事、音樂活動和貿易展覽。

## 外部連結
- 官方网站（乌克兰語）